# Notarzteinsatzmotorrad

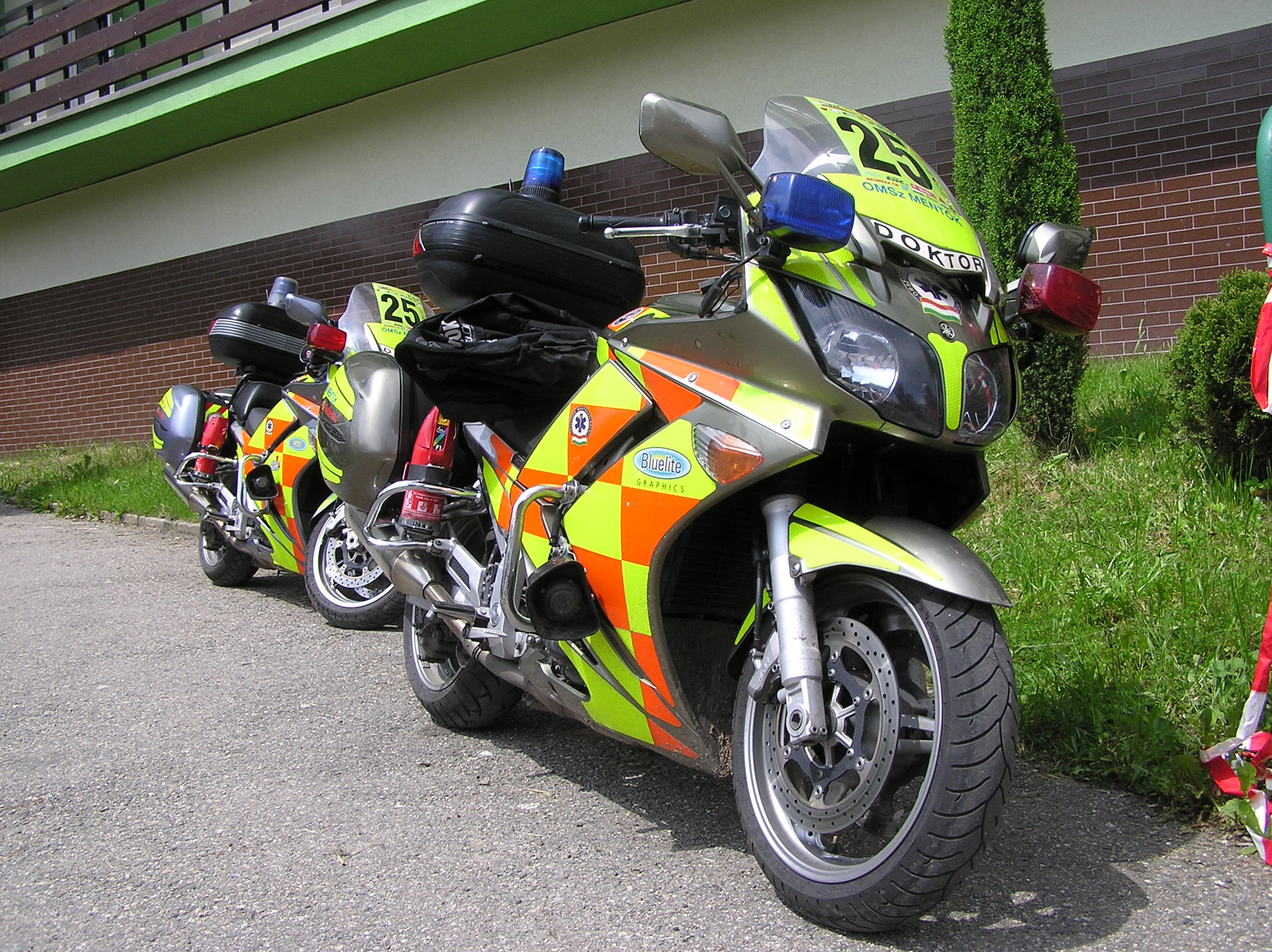
Nortarzteinsatzmotorrad in Ungarn (Nationaler Rettungsdienst Ungarn)

Mit dem Notarzteinsatzmotorrad (NEM) kann ein Notarzt zum Rettungseinsatz fahren, um dort mit anderen Rettungsdienst-Einheiten zusammenzutreffen (Rendezvous-System). Der Einsatz von Notarzteinsatzmotorrädern ist in Deutschland kein Standard im Rettungsdienst und beschränkt sich auf einige Pilotprojekte.

## Einsatzgebiete
Das Notarzteinsatzmotorrad wird unter anderem bei Großveranstaltungen und zur medizinischen Stauhilfe eingesetzt.
Der Einsatz des Notarzteinsatzmotorrads hilft, die Effizienz der Notfalleinsätze zu verbessern und die Strukturen im Rettungswesen flexibler zu gestalten, während eine gleich bleibende Versorgungsqualität gewährleistet ist.

## Vorteile
Der Einsatz eines Noteinsatzmotorrads hat gegenüber dem Einsatz eines Notarzteinsatzfahrzeuges oder Notarztwagens einige Vorteile. Bei Stau oder hoher Verkehrsdichte kommt der Notarzt durch die Wendigkeit und gegenüber dem PKW geringere Größe des Motorrads meist schneller am Unfallort an, als wenn er mit einem größeren Fahrzeug transportiert würde. Der Notarzt kann schmale Wege befahren und sich auch im Gelände fortbewegen, da das Motorrad leichter ist als ein Pkw.
Der Einsatz eines Notarzteinsatzmotorrads verursacht geringere Kosten als der Einsatz eines PKW oder Hubschraubers.

## Nachteile
Der Notarzt, der ein Notarzteinsatzmotorrad steuert, benötigt eine umfangreiche Fahrpraxis, um auch in Notfällen und schwierigen Situationen wie einem Stau sicher und schnell fahren zu können. Er benötigt zudem detaillierte Ortskenntnisse.
Im Motorrad kann weniger Material als in einem Notarzteinsatzfahrzeug (NEF) transportiert werden. Trifft der Notarzt vor dem Rettungswagen ein, hat er nur eine reduzierte medizinische Ausrüstung zur Verfügung. Dazu ist er auf sich allein gestellt und hat keine Unterstützung durch Rettungsdienstpersonal. Fährt der Notarzt zur weiteren Versorgung beim Patiententransport mit, bleibt das Motorrad am Einsatzort zurück.
Auch bei Benutzung der Sondersignalanlage (Blaulicht und Einsatzhorn) wird ein Motorrad durch andere Verkehrsteilnehmer schlechter wahrgenommen als ein PKW. Im Winter und bei schlechter Witterung kann das Motorrad meist nicht eingesetzt werden.

## Entwicklung
In den Jahren 1998 bis 2000 wurde ein Pilotprojekt zum Einsatz der Notarzteinsatzmotorräder durchgeführt. An den Standorten Weyhe-Leeste, Oberau und Pirmasens wurden dazu 300 Einsatzfahrten dokumentiert und wissenschaftlich ausgewertet. Von 2000 bis 2004 gab es eine 2. Modellphase, in der weitere 450 Einsätze durchgeführt und dokumentiert wurden. 2001 wurden weitere fünf NEMs, davon zwei BMW C1-Roller, von BMW Motorrad zur Verfügung gestellt. Als Nachfolge für den Trägerverein „NEM 2000“ wurde zu diesem Zeitpunkt der Förderverein „Rettungsmotorrad e. V.“ etabliert und eine Erweiterung der  Konzept-Erprobung mit Einbezug der Funktion „Rettungsmotorrad“ entwickelt. Mit wissenschaftlicher Begleitung von Eduard Höcherl begann eine Modellevaluation an den Standorten München, Oberau/Garmisch-Partenkirchen, Reutlingen, Karlbad, Pirmasens, Arnsberg und Weyhe bei Bremen. Die Projektleitung verblieb weiterhin bei Hermann Munzel.
Die Modellphase des Notarzteinsatzmotorrads wurde 2004 abgeschlossen.
Im Jahr 2005 verhandelte der „Förderverein Rettungsmotorrad e. V.“ mit den Kostenträgern, den Krankenkassen, darüber, einen Modell-Versorgungsvertrag nach § 73a SGB V zu vereinbaren. Von verantwortlicher Seite wurde weiterhin an der bestehenden Gesetzgebung zur notärztlichen und Erstrettung festgehalten, eine Erweiterung in Richtung Einbezug des Rettungsmittels NEM / Rettungsmotorrad wurde ausgeschlossen.

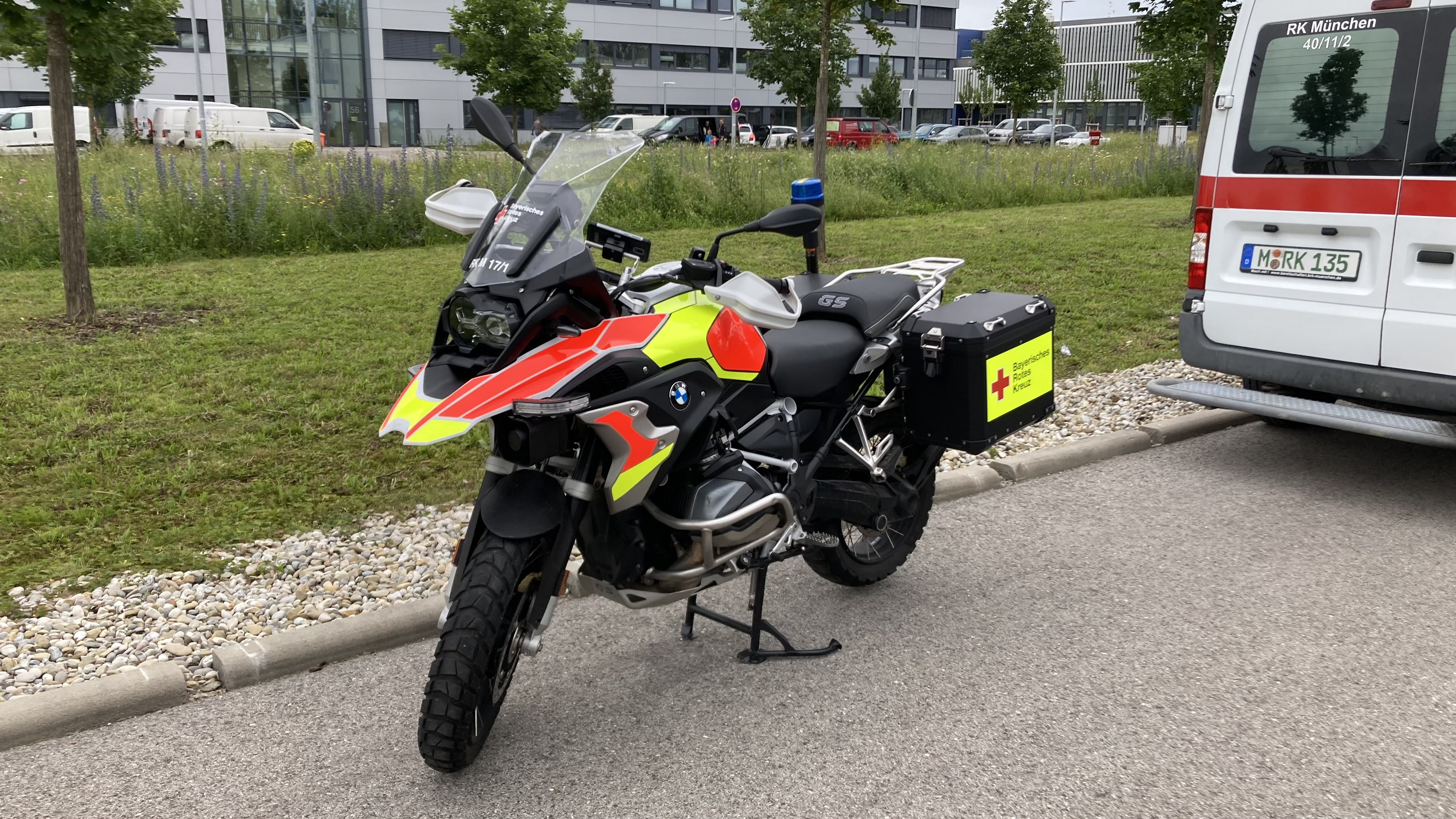
Notarzteinsatzmotorrad des Bayerischen Roten Kreuzes 2024

Der Förderverein und das Pilotprojekt für Notarzt-Einsätze mit Motorrädern wurde zum 31. Dezember 2006 eingestellt, in Deutschland werden Motorräder im Rettungswesen teilweise noch von verschiedenen Trägern mit Rettungssanitätern angeboten, wie in Niedersachsen und Bayern.
In Österreich werden Sanitätsmotorräder seit April 1982 von der Rettungsorganisation „Österreichischer Rettungsdienst ÖRD“ kontinuierlich eingesetzt und sind seither Bestandteil der ÖRD Rettungskette/First Responder.
Das Südtiroler Weiße Kreuz setzt seit 2018 bei hohem Verkehrsaufkommen auf Autobahnen und Hauptdurchzugsstraßen mit Sanitätern besetzte Reiseenduros für Patrouillenfahrten und als First Responder ein.
In Ungarn werden seit 2001 Motorräder und Motorroller für medizinische Notfälle eingesetzt. Diese dienen sowohl als Rapid Response Units, wie auch als Einsatzunterstützung bei schwerwiegenden Einsätzen von BLS-Fahrzeugen.
Das Berliner Rote Kreuz hat eine Motorradstaffel, die beispielsweise bei einem Velothon oder bei Marathonläufen im Einsatz ist.